# Пьинмана
Пьинмана́ — город, расположенный на союзной территории Нейпьидо в Мьянме.
7 ноября 2005 года территория на лугу в некотором удалении от города Пьинмана была выбрана для переноса столицы страны. Сооруженный там город получил название Нейпьидо на официальной церемонии 27 марта 2006 года. Пьинмана находится в 320 милях (более 500 км) к северу от Рангуна (Янгона), прежней столицы Мьянмы.

## Пьинмана как столица
C 7 ноября 2005 года военное правительство Мьянмы начало процесс передислокации министерств и ведомств из Рангуна. Точный момент начала переноса столицы был выбран по астрологическим соображением, это было 6:36 утра. 11 ноября второй конвой из 11 батальонов и одиннадцати министерств покинул Рангун (по сообщениям газеты «Бангкок Пост»).
Точно причина переноса столицы неизвестна. Это могут быть как стратегические соображения, так и соображения внутренней политики или использование советов астрологов, что нередко случалось за историю Бирмы. Находясь в центре страны, Пьинмана является менее уязвимой в случае атак с моря. Кроме того вокруг города могут быть оборудованы подземные убежища и укрепления на случай воздушных бомбардировок, если правительство опасается иракского сценария конфликта с США. Далее, Пьинмана ближе к национальным окраинам и такое положение столицы может улучшить контроль этих территорий. Во время Второй мировой войны Пьинмана была укреплённым центром генерала Аун Сана.
В конце 2005 и начале 2006 годов город был закрыт для иностранцев (не продают билетов); ночлег в гостиницах, у частных лиц и в монастырях иностранным гражданам запрещён. В самом городе нет массового военного присутствия, хотя в окрестностях города ведутся активные работы.